# Ullmann's Encyclopedia of Industrial Chemistry
Ullmann's Encyclopedia of Industrial Chemistry (din engleză, Enciclopedia de Chimie Industrială a lui Ullmann) este o lucrare de referință care conține foarte multe teme din chimia industrială. Această lucrare a fost publicată pentru prima dată în 1914 de către Fritz Ullmann. Cea de-a cincea ediție a fost prima versiune publicată în limba engleză. În prezent, enciclopedia se găsește și online. 